# Elaphoglossum piloselloides
Elaphoglossum piloselloides là một loài thực vật có mạch trong họ Lomariopsidaceae. Loài này được (C. Presl) T. Moore mô tả khoa học đầu tiên năm 1857.